# 太陽と雪のかけら
『太陽と雪のかけら』（たいようとゆきのかけら）は、もんでんあきこによる日本の漫画作品、及びそれを原作とした日本の昼ドラマ作品。1999年から2000年に『コーラス』（集英社）で連載。2002年にドラマ化され、TBS系列で放送された。

## 概要
『コーラス』（集英社）1999年7月号から2000年7月号に連載。全13話。また、番外編1話が『コーラスSpecial&Special』2000年夏号に掲載された。
作者が、前作の『竜の結晶』の連載後、モチベーションが上がらない中でとりかかったため構想やストーリーづくりに時間がかかり、経済に関する勉強が必要になるなど苦労したと語る作品。単行本全3巻。

## あらすじ
雪深い地方で陶芸家の祖父と2人で暮らす高校生の藤吉サリナは、幼い頃に母と死別し、父は誰かわからないと教えられ育ってきた。ある日、東京から祖父に弟子入りしたいという若者・松田涼が訪れ、弟子として住み込むようになり、サリナは涼に恋心を抱く。3年後、涼は突然、サリナの父が危篤なので自分と共に東京へ行ってほしいとサリナに告げる。彼女の父は財閥の高階グループのオーナーで、松田はサリナの様子を報告するよう父に頼まれた高階家の使用人だった。サリナは松田と共に東京に向かうが、わずかに間に合わず父は息をひきとっていた。父の死に実感を持てないまま高階家へと連れて行かれたサリナは、父の第三秘書の境に「私の妻になる方」と告げられ唇を奪われる。そして、父方の祖母である高階ウンと会うが、人を見下した高圧的な態度に反発したサリナは涼と共に高階家を出て、サリナの高校時代の友人・メイが男と暮らすアパートに逃げ込む。涼から好きだと打ち明けられ、自分の思いが通じたとサリナは喜ぶが、それは涼が自分では気づかないまま義務として告げたものであり、その背景には高階家と松田の家族との因縁があった。このままではいけないと感じたサリナは、高階家との決着をつけるために、涼とともに再び高階家へと向かう。

## 登場人物
藤吉 サリナ (ふじよし さりな)　
主人公。陶芸家の祖父と2人暮らし。祖父に弟子入りした涼に恋心を抱く。
松田 涼 (まつだ りょう)
サリナの祖父・林太郎の弟子。実際は、高階家の運転手の息子であり使用人。サリナの父・高階英二に頼まれ、サリナの様子を報告するために弟子入りした。
森崎 メイ (もりさき めい)
サリナの友人で同級生。東京での暮らしに憧れ家出し、東京で男とアパートで同居している。高校時代からサリナの祖父の弟子だった松田涼に想いを寄せていた。
藤吉 林太郎 (ふじよし りんたろう)
サリナの祖父で陶芸家。
境 正克 (さかい まさかつ)
高階英二の第三秘書。実際には高階家の資産を管理している。野心家で、サリナを自分の妻とし、高階家の実権を握ろうとする。
高階 英二 (たかしな えいじ)
サリナの父。涼に依頼して、娘であるサリナの様子を報告させていた。心筋梗塞で危篤となり、サリナと会えないまま息を引き取る。
高階 ウン (たかしな うん)
サリナの祖母で、英二の母。高階家の頂点に君臨し、実権を振るう。
橋田 今日子 (はしだ きょうこ)
林太郎の作品を扱うギャラリー仁蔵の支配人。境と肉体関係があり、境の野心に協力して、涼をサリナから引き離す。

## テレビドラマ
TBS系列「愛の劇場」枠にて2002年9月2日〜11月1日の毎週月曜日〜金曜日13:00〜13:30（JST）に放送された。全45話。

### キャスト
- 藤吉サリナ - 伊藤裕子
- 松田涼 - 大浦龍宇一
- 森崎夏美 - 村田和美
- 境正克 - 加藤厚生
- 橋田大輝 - 菊池均也
- 安川顕 - 飯田基祐
- 高階愛子 - 田島穂奈美
- 松田その子 - 伊佐山ひろ子
- 藤吉佐輔 - 五代高之
- 藤吉メイ - 三野友華子
- 藤吉林太郎 - 清水綋治
- 橋田今日子 - 朝加真由美
- 松田貫一 - 仲本工事
- 境克子 - 古尾谷雅人
- 高階ウン - 市毛良枝
- 御木本伸介
- 河原崎建三
- 陰山泰
- 上杉遥
- 谷村奈穂子
- 丸山志乃
- 森喜行
- 三木茂
- 前嶋螢子
- 大村眞理枝
- 山崎潤
- 辺見務
- 古山淳子
- 樋渡真司
- 中村侑希子
- 伊東貴明（現・伊東孝明）
- 若き日の境の恋人 - 小沢真珠（特別出演）
- 高藤疾土
- 森山ゆうこ
- 松村彦次郎
- 藤本至
- 青木夕夏
- 島津奈々

### スタッフ
- 企画 - 橋本孝、山田康裕
- 脚本 - 遠藤彩見、稲葉一広
- 演出 - 小野原和宏（共同テレビ）、三木茂（共同テレビ）、小山田雅和
- タイトル - 西村了
- 演出補 - 小山田雅和、吉田克人、関口祥乃、都築央
- スクリプター - 幸縁栄子、谷恵子
- 制作担当 - 岩崎敬道
- 制作主任 - 古屋厚
- 制作進行 - 根岸美弥子、今野茂昭
- スケジュール - 三木茂
- プロデュース - 鈴木伸太郎（共同テレビ）
- AP - 山崎淳子
- 番組宣伝 - 田中瑞穂
- 選曲 - 大貫悦男
- 音響効果 - 田代智恵
- MA - 亀山貴之
- 美術プロデュース - 宮崎保城
- デザイン - 高田太郎
- 美術制作 - 鈴木浩二
- 装飾 - 飯田恵一、山崎敦士
- 装置 - 中尾政治、本田誠司
- 建具 - 宇野景治郎
- 衣裳 - 遠藤和己、佐藤真由美
- メイク - 高橋和美、山口深雪
- 持道具 - 宮崎里絵
- 電飾 - 井上昇
- 植木装飾 - 鈴木和信
- 生花装飾 - 遠山徹
- 技術プロデュース - 石井勝浩
- TD - 山岸桂一
- 撮影 - 磯貝喜作
- 撮影助手 - 渡邉智由
- 照明 - 小野村拡洋
- 照明助手 - 磯部大和、中村智恵美
- 映像 - 高梨剣
- VTR - 渡部営
- 音声 - 堀知也
- 音声助手 - 古館勢市、黒田啓介
- 編集 - 深沢佳文、田中寛人
- ライン編集 - 伊藤裕之
- 編集助手 - 川奈部野和
- 協力 - バスク、アックス、緑山スタジオ・シティ
- スチール - 森田俊明
- 撮影協力 - 石和温泉郷、河口湖、旅館きこり、クラフトパーク、勝沼町（現・甲州市）、甲楽園、勝沼町ぶどうの丘、FORUM246、オムニ・インターナショナル・ジャパン、GK探偵事務所、山梨県果樹試験場、大和地所、横浜観光コンベンションビューロー、神奈川大学、BMW、横浜・八景島シーパラダイス、桜井、カラオケ・プレステージ、MAJESTIC
- 絵画協力 - KOUCHI
- 車輌 - フィールドワーク
- 制作 - 共同テレビジョン、TBS

### 主題歌
- 「True Love」

作詞・作曲：shifo/編曲：DJ SOMA/歌：竹添ユカリ